# Bachir Mahamat
Bachir Mahamat (ur. 1 grudnia 1996 roku w Ndżamenie) – czadyjski lekkoatleta, reprezentant kraju na igrzyskach olimpijskich w Rio de Janeiro.

## Kariera

### Igrzyska olimpijskie
Czad dostał zaproszenie od IAAF do wysłania 2 atletów (kobiety i mężczyzny) na Igrzyska Olimpijskie. Wraz z nim do Rio wysłana została biegaczka Bibiro Ali Taher.
Reprezentował Czad na igrzyskach w Rio w 2016 roku na dystansie 400 metrów. W eliminacjach zyskał czas 48,59, które uplasowało go na 48. pozycji i nie uzyskał promocji do kolejnej rundy. 

### Rekordy życiowe
| Dystans | Rezultat | Miejsce     | Data       |
| ------- | -------- | ----------- | ---------- |
| 400m    | 46.70    | Yaoundé     | 11.06.2017 |
| 800m    | 1:53.48  | Nicea       | 10.09.2013 |
| 4x400m  | 3:18.86  | Brazzaville | 16.09.2015 |